# Industrieterrein Arnestein
Arnestein is een gemengd industriegebied in Middelburg, hoofdstad van de Nederlandse provincie Zeeland. Het gebied bestaat uit twee delen, gelegen aan weerszijden van de spoorlijn Roosendaal - Vlissingen, namelijk Arnestein I en Arnestein II. Arnestein I ligt aan de N57 en dicht bij de A58, er zijn vooral logistieke en staalconstructiebedrijven gevestigd. Arnestein II ligt aan het Kanaal door Walcheren en is daarmee geschikt voor watergebonden bedrijvigheid en transport.

## Geschiedenis en bebouwing
Het terrein is vernoemd naar een voormalig stenen gebouw dat waarschijnlijk als tolhuis was gebouwd, waarna buitenplaats Arnestein ontstond, een van de vroegste buitenplaatsen rond de stad Middelburg. Later is deze buitenplaats veranderd in een boerenhofstede. In de 20e eeuw ontstond er het industrieterrein. Er is op Arnestein I nog 1,5 hectare beschikbaar voor uitbreiding. De straatnamen in het gebied zijn in mindere mate historisch, zoals Kleverskerkseweg en Kuipersweg, maar grotendeels gebaseerd op termen uit de elektrotechniek, zoals Ampèreweg en Elektraweg.
Op het terrein staan zowel grotere en landelijke, als lokale bedrijven. Zo is op het terrein Lumileds Netherlands gevestigd, het voormalige Vitrite, dat toen onderdeel was van Philips.